# András Csaplár
András Csaplár (* 16. November 1912 in Mecsér, Komitat Moson; † 23. Juli 1995 in Los Angeles, Vereinigte Staaten) war ein ungarischer Langstreckenläufer.
Über 5000 m gewann er jeweils Bronze bei den Internationalen Universitätsspielen 1935 in Budapest und 1937 in Paris. Bei den Leichtathletik-Europameisterschaften 1938 in Paris wurde er Siebter, und bei den Studenten-Weltspielen 1939 in Wien holte er Silber.
1946 gewann er bei den Europameisterschaften in Oslo Bronze über 10.000 m.
Je einmal wurde er Ungarischer Meister über 5000 m (1939), 10.000 m (1941) und im Marathon (1946).

## Persönliche Bestzeiten
- 5000 m: 14:36,0 min, 21. September 1941, Mailand
- 10.000 m: 30:25,6 min, 18. Juli 1941, Göteborg